# Opius margaensis
Opius margaensis är en stekelart som beskrevs av Fischer 1968. Opius margaensis ingår i släktet Opius och familjen bracksteklar. Inga underarter finns listade i Catalogue of Life.